# Morel et Gérard
Morel et Gérard war ein französischer Hersteller von Automobilen.

## Unternehmensgeschichte
Charles Morel (1848–1914) befasste sich schon früh mit mechanischen Maschinen. Er war ein begabter Erfinder und erwarb insgesamt 71 Patente, das erste 1874 für einen mechanischen Woll-Webstuhl. Anfang der 1890er Jahre entwickelte mit seinem Geschäftspartner das Captain Gérard Militär-Klapprad.
Das Unternehmen aus Dormaine begann 1896 mit der Produktion von Automobilen.  Der Markenname lautete Morel. 1897 endete die Produktion.

## Fahrzeuge
Das einzige Modell war ein Vierrad (Quadricycle) mit der Bezeichnung Victoriette, das sehr an zwei zusammengebaute Fahrräder erinnerte. Für den Antrieb sorgte ein Einzylindermotor von De Dion-Bouton mit 327 cm³ Hubraum und 1,75 PS Leistung.

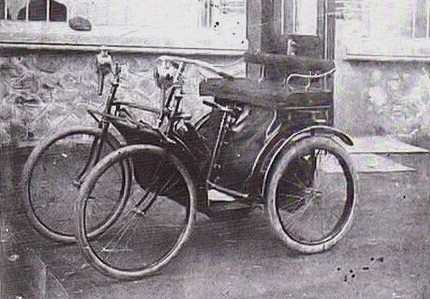
Morel-Gérard Victoriette (1897)
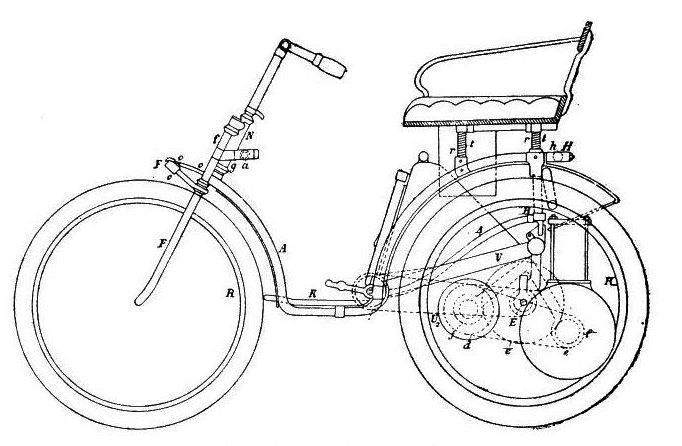
Victoriette (1897, Seitenansicht)